# Romantische Schule
Die Romantische Schule war die vorherrschende Stilrichtung im Schach im 19. Jahrhundert bis zu ihrem Niedergang in den 1880er-Jahren. Sie wird durch scharfes und taktisches Spiel charakterisiert. Berühmt ist sie für spektakuläre Opfer und Kombinationen. Schach wurde noch weniger als Sport und stärker als Kunst aufgefasst. Oftmals war es den Spielern dieser Epoche daher wichtiger besonders ästhetische Züge zu finden, als um jeden Preis zu gewinnen. Auf die Romantische Schule folgten die Moderne Schule und die Hypermoderne Schule.

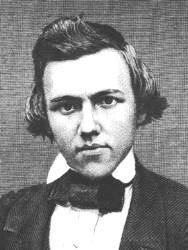
Paul Morphy galt als herausragender Vertreter des romantischen Schachs

Partien dieser Epoche begannen meist mit 1. e4. Besonders beliebt waren Gambits, wie das Königsgambit oder das Evans-Gambit sowie verschiedene Varianten der Italienischen Partie. Geschlossene Eröffnungen wurden seltener angewandt.
Der Niedergang der Romantischen Schule beginnt mit dem Wiener Schachturnier von 1873, in dem der spätere Schachweltmeister Wilhelm Steinitz ein strategischeres und geschlosseneres Spiel popularisierte. Mit diesem neuen Stil dominierte Steinitz in den folgenden Jahren die Schachwelt und begründete damit die Moderne Schule, die bis in die 1930er-Jahre vorherrschend blieb.
Zu den führenden Vertretern der Romantischen Schule zählten Adolf Anderssen, Paul Morphy, Johannes Zukertort, Henry Bird, Joseph Henry Blackburne und auch Wilhelm Steinitz in seiner frühen Karriere. Auch nach ihrem Niedergang lebte der romantische Stil noch eine Zeit lang in Spielern wie Rudolf Spielmann fort.
Das Ideal der Romantischen Schule zeigt sich in der Unsterblichen Partie von 1851, in der Adolf Anderssen gegen Lionel Kieseritzky siegte, nachdem er beide Türme, einen Läufer und die Dame opferte. Weitere berühmte Partien aus dieser Zeit sind die Immergrüne Partie, die Opernpartie, die Unsterbliche Remispartie und Zukertorts Unsterbliche.
In der Zeit des Nationalsozialismus wurde die Romantische Schule verklärt und politisch instrumentalisiert. Es wurde behauptet, dass arische Spieler wie Morphy und Anderssen das romantische Schach dominiert hätten und dieses von einem „feigen, geizigen“ Spiel abgelöst wurde, das mit Steinitz und Emanuel Lasker Spieler jüdischer Herkunft vertreten würden. Alexander Aljechin meinte sogar im Schachstil „den jüdischen Mangel an Mut und Gestaltungskraft“ nachweisen zu können.
Der Begriff der Romantischen Schule nimmt Bezug auf die Epoche der Romantik, die zeitgleich in Musik, Literatur und bildender Kunst verlief. Auch das Ende der Romantik fällt grob mit Steinitz‘ neuen Konzepten zusammen.